# Jackson (Caroline du Nord)
Pour les articles homonymes, voir Jackson.
La ville de Jackson est le siège du comté de Northampton, situé en Caroline du Nord, aux États-Unis.

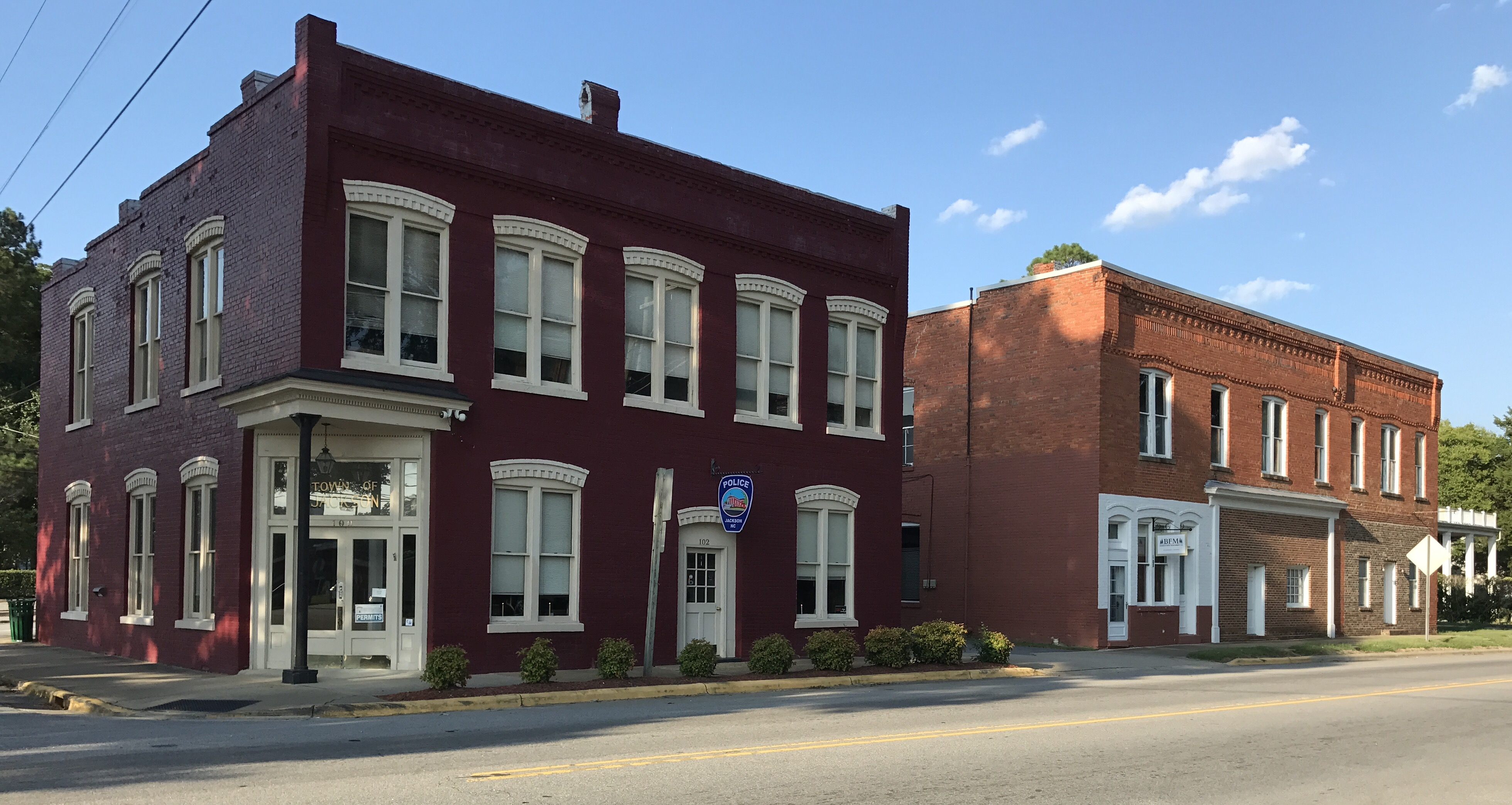
Bâtiments du centre-ville de Jackson, avec la Bank of Northampton sur la gauche

## Démographie
| 1850 | 1870 | 1880 | 1890 | 1900 | 1910 |
| ---- | ---- | ---- | ---- | ---- | ---- |
| 300  | 181  | 255  | 750  | 441  | 527  |

| 1920 | 1930 | 1940 | 1950 | 1960 | 1970 |
| ---- | ---- | ---- | ---- | ---- | ---- |
| 579  | 677  | 758  | 853  | 765  | 762  |

| 1980 | 1990 | 2000 | 2010 | - | - |
| ---- | ---- | ---- | ---- | - | - |
| 720  | 592  | 695  | 513  | - | - |